# Masters de 2015
El Masters de 2015 (conocido en inglés y por motivos de patrocinio como 2015 Dafabet Masters) fue un torneo de snooker, profesional y de invitación, que se celebró entre el 11 y el 18 de enero en el Alexandra Palace de la ciudad inglesa de Londres. Fue la cuadragésima primera edición del Masters, organizado por primera vez en 1975, y la segunda cita de la temporada 2014-15 de las tres que componen la Triple Corona, después del Campeonato del Reino Unido de 2014 y sucedida por el Campeonato Mundial de Snooker de 2015. Shaun Murphy, que se impuso (10-2) a Neil Robertson en la final, se proclamó campeón del torneo por primera vez.

## Resultados

### Cuadro del torneo
Entre paréntesis, se indica el puesto en el que accedieron al torneo los jugadores que llegaron al Alexandra Palace. Recalcado en negrita figura el ganador de cada partido:
|  | primera ronda (mejor de 11) | primera ronda (mejor de 11) |                       |   | cuartos de final (mejor de 11) | cuartos de final (mejor de 11) |  |  | semifinales (mejor de 11) | semifinales (mejor de 11) |  |  | final (mejor de 19) | final (mejor de 19) |
|  |                             |                             |                       |   |                                |                                |  |  |                           |                           |  |  |                     |                     |
|  |                             |                             |                       |   |                                |                                |  |  |                           |                           |  |  |                     |                     |
|  |                             |                             |                       |   |                                |                                |  |  |                           |                           |  |  |                     |                     |
|  | Ronnie O'Sullivan (1)       | 6                           |                       |   |                                |                                |  |  |                           |                           |  |  |                     |                     |
|  | Ronnie O'Sullivan (1)       | 6                           |                       |   |                                |                                |  |  |                           |                           |  |  |                     |                     |
|  | Ricky Walden (9)            | 4                           |                       |   |                                |                                |  |  |                           |                           |  |  |                     |                     |
|  | Ricky Walden (9)            | 4                           | Ronnie O'Sullivan (1) | 6 |                                |                                |  |  |                           |                           |  |  |                     |                     |
|  |                             |                             | Ronnie O'Sullivan (1) | 6 |                                |                                |  |  |                           |                           |  |  |                     |                     |
|  |                             | Marco Fu (10)               | 1                     |   |                                |                                |  |  |                           |                           |  |  |                     |                     |
|  | Stuart Bingham (8)          | Marco Fu (10)               | 1                     | 3 |                                |                                |  |  |                           |                           |  |  |                     |                     |
|  | Stuart Bingham (8)          |                             |                       | 3 |                                |                                |  |  |                           |                           |  |  |                     |                     |
|  | Marco Fu (10)               | 6                           |                       |   |                                |                                |  |  |                           |                           |  |  |                     |                     |
|  | Marco Fu (10)               | 6                           | Ronnie O'Sullivan (1) | 1 |                                |                                |  |  |                           |                           |  |  |                     |                     |
|  |                             |                             | Ronnie O'Sullivan (1) | 1 |                                |                                |  |  |                           |                           |  |  |                     |                     |
|  |                             | Neil Robertson (4)          | 6                     |   |                                |                                |  |  |                           |                           |  |  |                     |                     |
|  | Barry Hawkins (5)           | Neil Robertson (4)          | 6                     | 1 |                                |                                |  |  |                           |                           |  |  |                     |                     |
|  | Barry Hawkins (5)           |                             |                       | 1 |                                |                                |  |  |                           |                           |  |  |                     |                     |
|  | Ali Carter (13)             | 6                           |                       |   |                                |                                |  |  |                           |                           |  |  |                     |                     |
|  | Ali Carter (13)             | 6                           | Ali Carter (13)       | 1 |                                |                                |  |  |                           |                           |  |  |                     |                     |
|  |                             |                             | Ali Carter (13)       | 1 |                                |                                |  |  |                           |                           |  |  |                     |                     |
|  |                             | Neil Robertson (4)          | 6                     |   |                                |                                |  |  |                           |                           |  |  |                     |                     |
|  | Neil Robertson (4)          | Neil Robertson (4)          | 6                     | 6 |                                |                                |  |  |                           |                           |  |  |                     |                     |
|  | Neil Robertson (4)          |                             |                       | 6 |                                |                                |  |  |                           |                           |  |  |                     |                     |
|  | Robert Milkins (16)         | 4                           |                       |   |                                |                                |  |  |                           |                           |  |  |                     |                     |
|  | Robert Milkins (16)         | 4                           | Neil Robertson (4)    | 2 |                                |                                |  |  |                           |                           |  |  |                     |                     |
|  |                             |                             | Neil Robertson (4)    | 2 |                                |                                |  |  |                           |                           |  |  |                     |                     |
|  |                             | Shaun Murphy (11)           | 10                    |   |                                |                                |  |  |                           |                           |  |  |                     |                     |
|  | Ding Junhui (3)             | Shaun Murphy (11)           | 10                    | 3 |                                |                                |  |  |                           |                           |  |  |                     |                     |
|  | Ding Junhui (3)             |                             |                       | 3 |                                |                                |  |  |                           |                           |  |  |                     |                     |
|  | Joe Perry (14)              | 6                           |                       |   |                                |                                |  |  |                           |                           |  |  |                     |                     |
|  | Joe Perry (14)              | 6                           | Joe Perry (14)        | 4 |                                |                                |  |  |                           |                           |  |  |                     |                     |
|  |                             |                             | Joe Perry (14)        | 4 |                                |                                |  |  |                           |                           |  |  |                     |                     |
|  |                             | Mark Allen (6)              | 6                     |   |                                |                                |  |  |                           |                           |  |  |                     |                     |
|  | Mark Allen (6)              | Mark Allen (6)              | 6                     | 6 |                                |                                |  |  |                           |                           |  |  |                     |                     |
|  | Mark Allen (6)              |                             |                       | 6 |                                |                                |  |  |                           |                           |  |  |                     |                     |
|  | John Higgins (15)           | 4                           |                       |   |                                |                                |  |  |                           |                           |  |  |                     |                     |
|  | John Higgins (15)           | 4                           | Mark Allen (6)        | 2 |                                |                                |  |  |                           |                           |  |  |                     |                     |
|  |                             |                             | Mark Allen (6)        | 2 |                                |                                |  |  |                           |                           |  |  |                     |                     |
|  |                             | Shaun Murphy (11)           | 6                     |   |                                |                                |  |  |                           |                           |  |  |                     |                     |
|  | Judd Trump (7)              | Shaun Murphy (11)           | 6                     | 4 |                                |                                |  |  |                           |                           |  |  |                     |                     |
|  | Judd Trump (7)              |                             |                       | 4 |                                |                                |  |  |                           |                           |  |  |                     |                     |
|  | Stephen Maguire (12)        | 6                           |                       |   |                                |                                |  |  |                           |                           |  |  |                     |                     |
|  | Stephen Maguire (12)        | 6                           | Stephen Maguire (12)  | 4 |                                |                                |  |  |                           |                           |  |  |                     |                     |
|  |                             |                             | Stephen Maguire (12)  | 4 |                                |                                |  |  |                           |                           |  |  |                     |                     |
|  |                             | Shaun Murphy (11)           | 6                     |   |                                |                                |  |  |                           |                           |  |  |                     |                     |
|  | Mark Selby (2)              | Shaun Murphy (11)           | 6                     | 5 |                                |                                |  |  |                           |                           |  |  |                     |                     |
|  | Mark Selby (2)              |                             |                       | 5 |                                |                                |  |  |                           |                           |  |  |                     |                     |
|  | Shaun Murphy (11)           | 6                           |                       |   |                                |                                |  |  |                           |                           |  |  |                     |                     |
|  | Shaun Murphy (11)           | 6                           |                       |   |                                |                                |  |  |                           |                           |  |  |                     |                     |

## Centenas
Los jugadores consiguieron amasar un total de veintiocho centenas durante el torneo. La más alta, una tacada máxima, fue obra de Marco Fu. Así se distribuyeron:
- 147, 103, 103 — Marco Fu
- 137 — Stephen Maguire
- 132, 120, 104 — John Higgins
- 130 — Ali Carter
- 128, 127, 117, 100 — Neil Robertson
- 127, 127, 103, 103, 102 — Shaun Murphy
- 121 — Mark Allen
- 120, 100 — Mark Selby
- 116, 101, 101, 100 — Ronnie O'Sullivan
- 109 — Judd Trump
- 104, 104 — Joe Perry
- 100 — Ricky Walden